# شعار بيرو
شعار بيرو(رسميا: الشعار الوطني) تم اعتماده من طرف الكونغرس البيروفي في 31 مارس 1950.

## الوصف
يتكون الشعار من ثلاث تقسيمات يفصل بينها خط افقي في الوسط واخر عمودي عليه. وفي جزئه السفلي يوجد قرن خصب من الذهب تتدفق منه قطع نقدية على أرضية حمراء ويمثل هذا الموارد المعدنية للبلاد. وفي الجزء الشمالي الازوردي (الأزرق السماوي) يظهر حيوان الفكونة وهو الحيوان الوطني للبلاد. أما في الجزء العلوي على اليمين نرى شجرة من نوع الكينا وتمثل النبات الوطني للبلاد.

## معرض صور

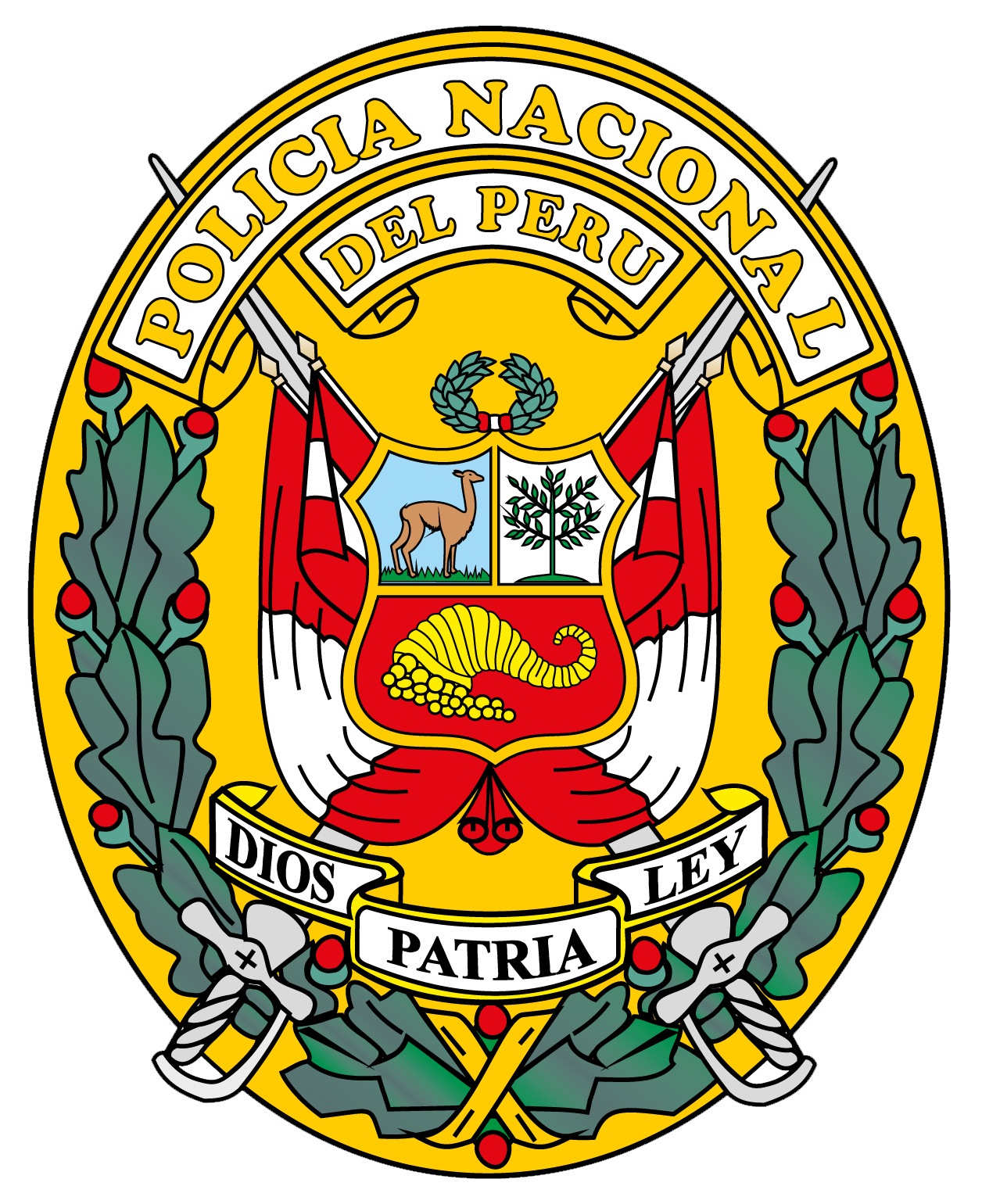